# Mizuno Rentarō

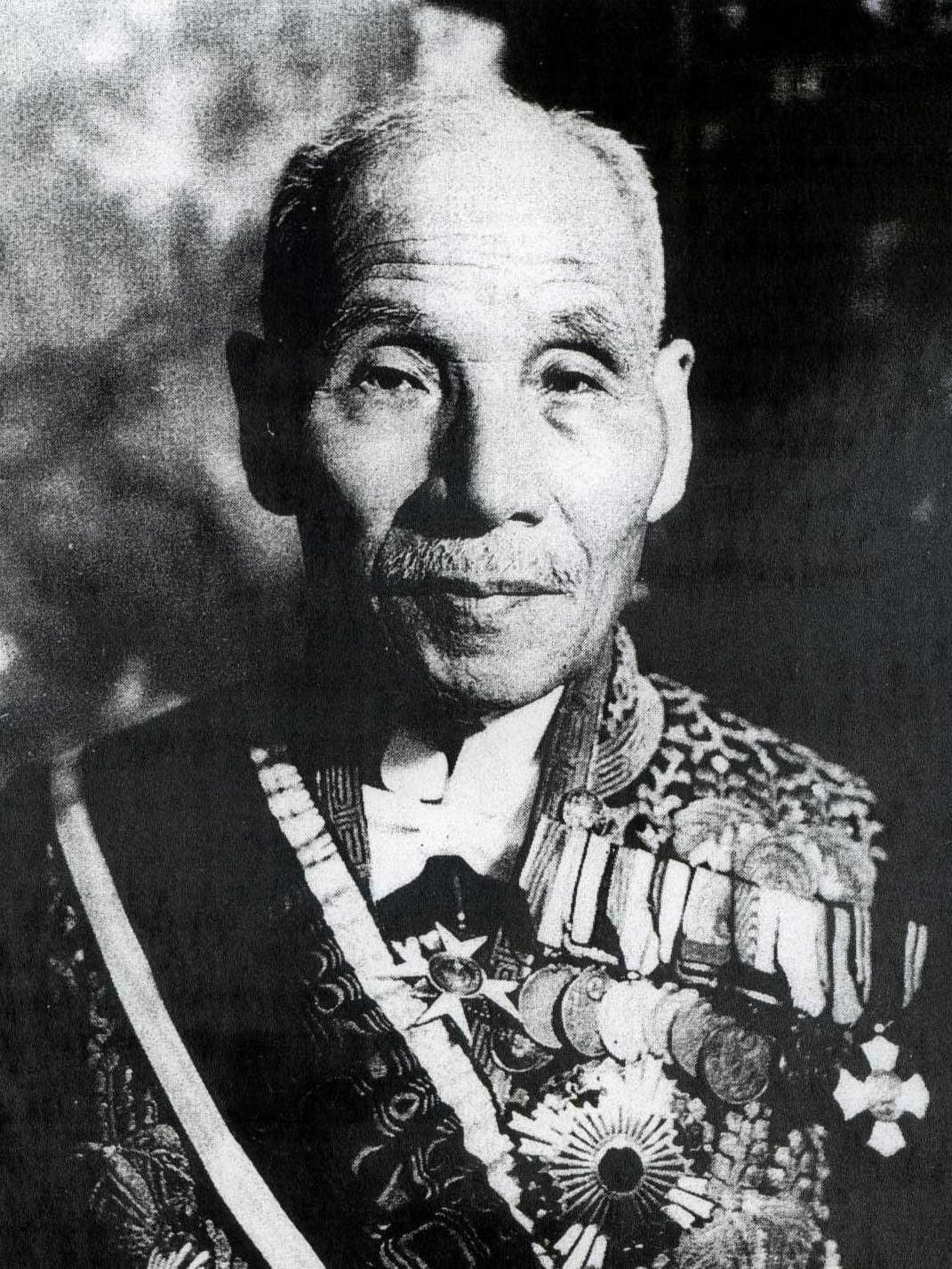
Mizuno Rentarō

Mizuno Rentarō (japanisch 水野 錬太郎; geboren 3. Februar 1868 in Edo, Provinz Musashi; gestorben 25. November 1949 in Ōiso, Präfektur Kanagawa) war ein japanischer Innenminister und Politiker während der Meiji-, Taishō- und Shōwa-Zeit.

## Leben und Wirken
Mizuno Rentarō wurde als Sohn eines Samurai aus Akita geboren. 1892 machte er seinen Abschluss an der Kaiserlichen Universität Tokio. Nach einer Anstellung bei der Daiichi-Bank (第一銀行) trat er 1894 in das Innenministerium ein und fungierte als Berater, Direktor des Tiefbaubüros und Direktor des Regionalbüros. Er entwarf das Urheberrechtsgesetz von 1899 und setzte das Urheberrecht 1913 in Kraft. Im Jahr 1912 wurde er in das Oberhaus des Parlaments gewählt. 1926 trat er der Partei Seiyūkai bei. Er war
- 1918 kurz Innenminister im Kabinett Terauchi,
- 1922 bis 1923 Innenminister im Kabinett Katō Tomosaburō,
- 1924 im kurzlebigen Kabinett Kiyoura und
- 1927 bis 1928 Kultusminister im Kabinett Tanaka Giichi.

Mizuno widersetzte sich dem Eintritt von Kuhara Fusanosuke (1868–1965) in das Kabinett Tanaka, was die Frage nach Mizunos Beförderung zum Bildungsminister aufwarf. Mizuno setzte sich durch und wurde zum Bildungsminister befördert. Er wirkte als Kommissar für politische Angelegenheiten des Generalgouverneurs des unter japanischer Herrschaft stehenden Korea, wurde aber wegen Einflussnahme auf den kaiserlichen Haushalt kritisiert und trat schließlich zurück.
Während des Zweiten Weltkriegs war Mizuno Vorsitzender der Genossenschaftsvereinigung Kyōchō-kai, Vizepräsident des Dai-Nippon kōa dōmei und Präsident des Kōa dōmei (興亜同盟).
1945, nach Ende des Zweiten Weltkriegs wurde Mizuno wegen des Verdachts, ein Kriegsverbrecher der Klasse A zu sein, von den Besatzungsmächten verhaftet, aber 1947 wieder freigelassen.
Mizuno verkörperte einen Typs von Ministerialbürokraten, wie er für die Zeit zwischen den feudalen Clanbürokratien der Meiji-Zeit und den neuen Bürokratien der Showa-Zeit typisch war. 